# Parenthood
Parenthood är en amerikansk TV-serie med bland andra Peter Krause, Lauren Graham, Dax Shepard och Monica Potter i rollerna. Serien visades i sex säsonger från 2010 till 2015.
Parenthood är en varm dramakomedi om de problem som kan drabba en medelklassfamilj i ett modernt västerländskt samhälle, speglat genom de tre generationerna Braverman. Vi får följa kampen för att hitta kärlek, trygghet och framgång, trots de hinder man stöter på i vardagen. Peter Krause spelar familjefadern Adam som gör allt för att bevara lyckan i sin kärnfamilj, men drömvärlden blir ansatt från alla håll, av beskedet att hans åttaårige son har aspergers syndrom, av hans systers skilsmässa, och av hans syrekrävande fars ständiga närvaro.

## Rollista
| Skådespelare       | Rollfigur              |  |
| ------------------ | ---------------------- |  |
| Peter Krause       | Adam Braverman         |  |
| Lauren Graham      | Sarah Braverman        |  |
| Dax Shepard        | Crosby Braverman       |  |
| Monica Potter      | Kristina Braverman     |  |
| Erika Christensen  | Julia Braverman-Graham |  |
| Sam Jaeger         | Joel Graham            |  |
| Savannah Paige Rae | Sydney Graham          |  |
| Max Burkholder     | Max Braverman          |  |
| Joy Bryant         | Jasmine Trussell       |  |
| Tyree Brown        | Jabbar Trussell        |  |
| Miles Heizer       | Drew Holt              |  |
| Mae Whitman        | Amber Holt             |  |
| Bonnie Bedelia     | Camille Braverman      |  |
| Craig T. Nelson    | Zeek Braverman         |  |

### Fotnoter
1. ↑  NBC's 'Parenthood' isn't all it's cracked up to be (på engelska), The Washington Post, 2 mars 2010, läs online.[källa från Wikidata]